# Шернер, Фабиану
Фабиа́ну Ше́рнер (порт.-браз. Fabiano Scherner; 30 июня 1972, Трес-Пасус) — бразильский боец смешанного стиля, представитель тяжёлой весовой категории. Выступает на профессиональном уровне с 2003 года, известен по участию в турнирах таких бойцовских организаций как UFC, Jungle Fight, Fight Nights, KOTC и др. Также является титулованным борцом бразильского джиу-джитсу.

## Биография
Фабиану Шернер родился 30 июня 1972 года в муниципалитете Трес-Пасус, штат Риу-Гранди-ду-Сул. В 1999 году начал заниматься бразильским джиу-джитсу под руководством Мурилу Руппа, ученика знаменитого Карлсона Грейси. Вскоре он познакомился с такими известными бойцами как Мариу Сперри, Мулиу Бустаманте и Луис Роберту «Бебеу» Дуарте и проходил подготовку в созданной ими команде Brazilian Top Team.

### Бразильское джиу-джитсу
Первого серьёзного успеха в БЖЖ Шернер добился в 2001 году, став чемпионом Бразилии в ультратяжёлом весе среди фиолетовых поясов. Свой чёрный пояс он получил уже через три года и девять месяцев после начала тренировок. Наиболее активно выступал на соревнованиях по бразильскому джиу-джитсу в период 2011—2013 годов, за это время он выиграл множество титулов и наград на самом высочайшем уровне, в частности неоднократно выигрывал панамериканские чемпионаты и чемпионаты мира.

### Смешанные единоборства
Шернер дебютировал в смешанных единоборствах в мае 2003 года, победив своего соперника техническим нокаутом в первом же раунде. На заре карьеры дважды встречался с сильным соотечественником Асуэриу Силвой: первый их поединок был признан несостоявшимся, так как Шернер выпал за пределы ринга и травмировался, тогда как во втором поединке на турнире крупного бразильского промоушена Jungle Fight победил Силва, проведя во втором раунде удушающий приём «гильотина». В дальнейшем чаще выступал в США, дрался в различных американских организациях. В течение первых двух лет одержал пять побед и потерпел лишь одно поражение.
Благодаря череде удачных выступлений в 2005 году Шернер привлёк к себе внимание крупнейшей американской организации Ultimate Fighting Championship, тем не менее, провёл здесь только два поединка и особого успеха не добился — в обоих случаях проиграл техническим нокаутом Брэндону Вере и Габриэлу Гонзаге.
Покинув UFC, в 2006 году Шернер отметился участием в турнире английского промоушена Cage Rage в Лондоне, где досрочно потерпел поражение от голландца Гилберта Ивела. Впоследствии дрался во многих менее престижных промоушенах, среди его соперников такие известные бойцы как Майкел Фалкан, Рой Нельсон, Майк Хейз. В 2012 году с помощью «ручного треугольника» заставил сдаться Энтони Хэмилтона, но затем на турнире Fight Nights в Брянске был нокаутирован российским самбистом Виталием Минаковым. После достаточно долгого перерыва в июне 2016 года Фабиану Шернер вернулся в бои и на турнире King of the Cage одержал победу техническим нокаутом над Диджеем Линдерманом.

## Статистика в профессиональном ММА
| Боёв 24         | Побед 11 | Поражений 10 |
| --------------- | -------- | ------------ |
| Нокаутом        | 5        | 8            |
| Сдачей          | 6        | 2            |
| Не состоявшихся | 3        | 3            |

| Результат    | Рекорд    | Соперник              | Способ                           | Турнир                                        | Дата             | Раунд | Время | Место                    | Примечание                                |
| ------------ | --------- | --------------------- | -------------------------------- | --------------------------------------------- | ---------------- | ----- | ----- | ------------------------ | ----------------------------------------- |
| Поражение    | 11-11 (3) | Тони Лопес            | TKO (удары руками)               | KOTC: Fight to the Finish                     | 3 февраля 2018   | 3     | 1:11  | Линкольн-Сити, США       | Выиграл титул чемпиона IFL в тяжёлом весе |
| Победа       | 11-10 (3) | Диджей Линдерман      | TKO (удары руками)               | KOTC: Wipeout                                 | 4 июня 2016      | 1     | 2:55  | Линкольн-Сити, США       |                                           |
| Поражение    | 10-10 (3) | Виталий Минаков       | KO (удары руками)                | Fight Nights: Битва на Десне                  | 17 сентября 2012 | 1     | 3:55  | Брянск, Россия           |                                           |
| Победа       | 10-9 (3)  | Энтони Хэмилтон       | Сдача (треугольник руками)       | SportFight 31: Battle at the Bay 2            | 4 августа 2012   | 1     | 2:02  | Мэнсон, США              |                                           |
| Поражение    | 9-9 (3)   | Тайлер Ист            | KO (удары руками)                | WCFC: Last Man Standing 2                     | 20 января 2012   | 1     | 0:36  | Орем, США                |                                           |
| Победа       | 9-8 (3)   | Анденилсон Слементино | TKO (удары руками)               | WCFC: Last Man Standing 2                     | 20 января 2012   | 1     | 2:12  | Орем, США                |                                           |
| Не состоялся | 8-8 (3)   | Скотт Джанк           | NC (непреднамеренный удар в пах) | Galaxy MMA 1: Worlds Collide                  | 1 мая 2010       | 1     | 0:27  | Гонолулу, США            |                                           |
| Поражение    | 8-8 (2)   | Майк Хейз             | KO (удар рукой)                  | ROTR 6: Final Countdown                       | 21 ноября 2009   | 2     | 3:50  | Сноквалми, США           |                                           |
| Победа       | 8-7 (2)   | Ник Брейкер           | Сдача (удушение сзади)           | Carnage at the Creek 6                        | 6 июня 2009      | 1     | 3:08  | Шелтон, США              |                                           |
| Поражение    | 7-7 (2)   | Трейси Уиллис         | TKO (удары руками)               | Pro Battle MMA: Immediate Impact              | 4 октября 2008   | 2     | 2:49  | Спрингдейл, США          |                                           |
| Поражение    | 7-6 (2)   | Михал Кларк           | Сдача (удары руками)             | SportFight 23                                 | 20 июня 2008     | 2     | 3:51  | Портленд, США            |                                           |
| Поражение    | 7-5 (2)   | Рой Нельсон           | TKO (удары руками)               | IFL: Las Vegas                                | 29 февраля 2008  | 1     | 3:20  | Лас-Вегас, США           | Выиграл титул чемпиона IFL в тяжёлом весе |
| Победа       | 7-4 (2)   | Диэрли Буга           | TKO (удары руками)               | Sul Fighting Championship 3                   | 12 декабря 2007  | 1     | N/A   | Бразилия                 |                                           |
| Не состоялся | 6-4 (2)   | Майкел Фалкан         | NC (рассечение от удара головой) | Desafio: Fight Show                           | 8 декабря 2007   | 1     | N/A   | Бразилия                 |                                           |
| Победа       | 6-4 (1)   | Марселу Барбоса       | KO (удар рукой)                  | SS: Storm Samurai                             | 28 июля 2007     | 1     | N/A   | Бразилия                 |                                           |
| Поражение    | 5-4 (1)   | Гилберт Ивел          | TKO (удары руками)               | Cage Rage 17                                  | 1 июля 2006      | 1     | 1:30  | Лондон, Англия           |                                           |
| Поражение    | 5-3 (1)   | Габриэл Гонзага       | TKO (удары руками)               | UFC 60: Hughes vs. Gracie                     | 27 мая 2006      | 2     | 0:24  | Лос-Анджелес, США        |                                           |
| Поражение    | 5-2 (1)   | Брендон Вера          | TKO (колени и руки)              | UFC Ultimate Fight Night 2                    | 3 октября 2005   | 2     | 3:22  | Лас-Вегас, США           | Дебют в UFC                               |
| Победа       | 5-1 (1)   | Аарон Бринк           | Сдача (гильотина)                | IFC: Rock N' Rumble                           | 30 июля 2005     | 1     | 0:50  | Невада, США              |                                           |
| Победа       | 4-1 (1)   | Брайан Стромберг      | Сдача (гильотина)                | SF 11: Rumble at the Rose Garden              | 9 июля 2005      | 1     | 1:13  | Орегон, США              |                                           |
| Победа       | 3-1 (1)   | Себастиан Родригес    | Сдача (рычаг локтя)              | SF 10: Mayhem                                 | 28 мая 2005      | 1     | 2:35  | Орегон, США              |                                           |
| Победа       | 2-1 (1)   | Демиан Декора         | Сдача (рычаг локтя)              | Freestyle Combat Challenge 19                 | 14 мая 2005      | N/A   | N/A   | Висконсин, США           |                                           |
| Поражение    | 1-1 (1)   | Асуэриу Силва         | Сдача (гильотина)                | Jungle Fight 2                                | 15 мая 2004      | 2     | N/A   | Манаус, Бразилия         |                                           |
| Не состоялся | 1-0 (1)   | Асуэриу Силва         | NC (травма)                      | Meca 9: Meca World Vale Tudo 9                | 1 августа 2003   | 1     | 3:23  | Рио-де-Жанейро, Бразилия | Шернер травмировался, выпав с ринга       |
| Победа       | 1-0       | Скотт Боумен          | TKO (удары руками)               | HOOKnSHOOT: Absolute Fighting Championships 3 | 24 мая 2003      | 1     | 2:35  | Флорида, США             |                                           |